# Monnaie virtuelle
 (mars 2025).
Pour les articles homonymes, voir Monnaie (homonymie).
En Europe, la monnaie virtuelle est une unité de compte n’ayant pas de statut légal, à ce titre ces monnaies ne sont pas régulées par une Banque centrale et ne sont pas délivrées par des établissements financiers. Ainsi, elles se distinguent de la monnaie électronique qui est une valeur monétaire. À ce titre, la monnaie virtuelle est différente de la monnaie électronique. 
La Banque centrale européenne distingue trois types de monnaie virtuelle :
- la monnaie virtuelle fermée utilisée dans les jeux vidéo. Elle a une existence limitée au cadre du jeu.
- la monnaie virtuelle avec un flux unidirectionnel peut être achetée avec une devise légale, à un taux de change défini, mais ne peut être reconvertie en monnaie légale. (Notion d'achat)
- la monnaie virtuelle avec un flux bidirectionnel, comme le bitcoin.
- Définitions

En 2012, la Banque centrale européenne a défini la monnaie virtuelle comme « un type de monnaie numérique non réglementée, émise et généralement contrôlée par ses développeurs, utilisée et acceptée par les membres d'une communauté virtuelle spécifique ».
En 2013, le Financial Crimes Enforcement Network (FinCEN), un bureau du Trésor américain, contrairement à sa réglementation qui définit la monnaie comme « la monnaie fiduciaire et la monnaie en papier des États-Unis ou de tout autre pays désigné comme ayant cours légal et qui circule et est habituellement utilisée et acceptée comme moyen d'échange dans le pays d'émission », également appelée « monnaie réelle » par le FinCEN, a défini la monnaie virtuelle comme « un moyen d'échange qui fonctionne comme une monnaie dans certains pays ». En particulier, la monnaie virtuelle n'a cours légal dans aucune juridiction.
En 2014, l'Autorité bancaire européenne a défini la monnaie virtuelle comme « une représentation numérique de la valeur qui n'est ni émise par une banque centrale ou une autorité publique, ni nécessairement rattachée à une monnaie officielle, mais qui est acceptée par les personnes physiques ou morales comme moyen de paiement et qui peut être transférée, stockée ou négociée électroniquement ».

## Histoire du terme
Dans son témoignage écrit à l'audience du Congrès de 2013 sur les monnaies virtuelles Ben Bernanke a déclaré que « les monnaies virtuelles ont été considérées comme une forme de monnaie électronique" ou de technologie du système de paiement qui a évolué au cours des 20 dernières années », en référence à une audition du Congrès sur l'avenir de la monnaie devant la Commission des services bancaires et financiers le 11 octobre 1995. La monnaie Internet Flooz a été créée en 1999. Le terme « monnaie virtuelle » semble avoir été inventé autour de 2009, parallèlement au développement des monnaies numériques et des jeux sociaux.
Bien que la classification correcte soit « monnaie numérique », les institutions gouvernementales américaines ont préféré et ont uniformément adopté le terme « monnaie virtuelle », d'abord le FinCEN du Trésor américain, puis le FBI en 2012 et dans le General Accounting Office dans son rapport 2013 et d'autres agences gouvernementales témoignant au Sénat des États-Unis, en novembre 2013, entendant parler de bitcoin comme le Department of Homeland Security, la U.S. Securities and Exchange Commission, le Bureau du procureur général.

## Positionnement des institutions

### Position du FMI et de la BCE
En 2017, Christine Lagarde, alors directrice générale du FMI considère que les monnaies virtuelles pourraient être émises à parité avec le dollar ou rattachées à un panier stable de devises. Leur émission pourrait être totalement transparente et régie par une règle crédible et prédéterminée, un algorithme qui peut être surveillé.
Elle a aussi considéré que les monnaies virtuelles telles que le bitcoin ne menaçaient pas encore le régime de monnaies légales et de banques centrales, car elles sont excessivement volatiles, risquées, et compliquées à utiliser, alors même qu'elles sont excessivement opaques pour les autorités de réglementation, et parfois piratées .
En février 2021, en tant que présidente de la Banque centrale européenne, elle affirme « les crypto actifs, ce n'est pas une monnaie. C'est un actif hautement spéculatif ». 

### Position de la France
En 2019, le ministre français de l'Economie, Bruno Le Maire, annonce l'objectif de « marquer clairement que le Diem (monnaie que Facebook se proposait de créer) n'est pas la bienvenue en Europe, parce que c'est notre souveraineté qui est en jeu ».

« Nous n'accepterons pas qu'une entreprise multinationale privée ait la même puissance, la même puissance monétaire que les États souverains qui sont soumis au contrôle démocratique ; car la grande différence entre Facebook et les États, c'est que nous sommes soumis au contrôle démocratique, c'est-à-dire au contrôle du peuple »

— Bruno Le Maire, le ministre français de l'Economie